# Meridià 88 a l'est
El meridià 88 a l'est de Greenwich és una línia de longitud que s'estén des del pol Nord travessant l'oceà Àrtic, Àsia, l'oceà Índic, l'oceà Antàrtic i l'Antàrtida fins al pol Sud.
El meridià 88 a l'est forma un cercle màxim amb el meridià 92 a l'oest. Com tots els altres meridians, la seva longitud correspon a una semicircumferència terrestre, uns 20.003,932 km. Al nivell de l'Equador, és a una distància del meridià de Greenwich de 9.796 km.

## De Pol a Pol
Començant en el pol Nord i dirigint-se cap al pol Sud, aquest meridià travessa:
| Coordenades                             | País, territori o mar        | Notes |
| --------------------------------------- | ---------------------------- | --- |
| 90° 0′ N, 88° 0′ E / 90.000°N,88.000°E  | Oceà Àrtic                   | |
| 81° 8′ N, 88° 0′ E / 81.133°N,88.000°E  | Mar de Kara                  | |
| 75° 38′ N, 88° 0′ E / 75.633°N,88.000°E | Rússia                       | Krai de Krasnoiarsk — Illa Ringnes |
| 75° 37′ N, 88° 0′ E / 75.617°N,88.000°E | Mar de Kara                  | |
| 75° 7′ N, 88° 0′ E / 75.117°N,88.000°E  | Rússia                       | Krai de Krasnoiarsk Óblast de Tomsk — des 59° 16′ N, 88° 0′ E / 59.267°N,88.000°E Óblast de Kémerovo — des 56° 39′ N, 88° 0′ E / 56.650°N,88.000°E República de l'Altai — des 52° 31′ N, 88° 0′ E / 52.517°N,88.000°E Khakàssia — des 51° 58′ N, 88° 0′ E / 51.967°N,88.000°E República de l'Altai — des 51° 45′ N, 88° 0′ E / 51.750°N,88.000°E Khakàssia — des 51° 35′ N, 88° 0′ E / 51.583°N,88.000°E República de l'Altai — des 51° 28′ N, 88° 0′ E / 51.467°N,88.000°E |
| 49° 13′ N, 88° 0′ E / 49.217°N,88.000°E | Mongòlia                     | |
| 48° 46′ N, 88° 0′ E / 48.767°N,88.000°E | República Popular de la Xina | Xinjiang - per uns 15 km |
| 48° 37′ N, 88° 0′ E / 48.617°N,88.000°E | Mongòlia                     | per uns 6 km |
| 48° 34′ N, 88° 0′ E / 48.567°N,88.000°E | República Popular de la Xina | Xinjiang Tibet — des 36° 26′ N, 88° 0′ E / 36.433°N,88.000°E |
| 27° 55′ N, 88° 0′ E / 27.917°N,88.000°E | Nepal                        | |
| 27° 10′ N, 88° 0′ E / 27.167°N,88.000°E | Índia                        | Bengala Occidental - per uns 6 km |
| 27° 6′ N, 88° 0′ E / 27.100°N,88.000°E  | Nepal                        | |
| 26° 22′ N, 88° 0′ E / 26.367°N,88.000°E | Índia                        | Bihar Bengala Occidental — des 26° 8′ N, 88° 0′ E / 26.133°N,88.000°E Bihar — des 25° 43′ N, 88° 0′ E / 25.717°N,88.000°E Bengala Occidental — des 25° 30′ N, 88° 0′ E / 25.500°N,88.000°E |
| 20° 39′ N, 88° 0′ E / 20.650°N,88.000°E | Oceà Índic                   | |
| 60° 0′ S, 88° 0′ E / 60.000°S,88.000°E  | Oceà Antàrtic                | |
| 66° 6′ S, 88° 0′ E / 66.100°S,88.000°E  | Antàrtida                    | Territori Antàrtic Australià, reclamada per Austràlia |